# Eileen Essell
Eileen Essell (née à Londres le 8 octobre 1922 et morte le 15 février 2015) est une actrice anglaise. Elle a commencé sa carrière à la télévision et est remarquée tardivement au cinéma.

## Biographie
Eileen Essell monte sur les planches durant 13 ans, dans les années 1940 et 1950, à la fin de ses études. Elle se marie quelques années plus tard et donne naissance à un fils. Elle abandonne ainsi sa carrière pour élever son enfant, puis enseigne l'art dramatique à Londres. En 1998, à la mort de son mari, Eileen Essell se voit proposer, par un ami de la famille, de remonter sur les planches.
Elle est alors repérée par un agent, qui accepte de prendre en charge sa nouvelle carrière. Sa première prestation télévisuelle remonte ainsi au tout début des années 2000, dans un épisode de Doctors, à près de 80 ans. On la retrouve ensuite dans de nombreuses séries télévisées dont The Bill, Doc Martin, Holby City, Les Arnaqueurs VIP, Casualty, Ideal et Sensitive Skin.

## Filmographie
- 2002 : Ali G - Mrs. Hugh
- 2003 : Un duplex pour trois - Mrs. Connelly
- 2004 : Neverland - Mrs. Snow
- 2005 : Les Producteurs - Hold Me-Touch Me
- 2005 : Charlie et la Chocolaterie - Grand-mère Joséphine